# Un matin rouge
Pour plus de détails, voir Fiche technique et Distribution.
Un matin rouge est un film français réalisé par Jean-Jacques Aublanc et sorti en 1982.

## Synopsis
En 1943, un instituteur et une élève ont été exécutés par les nazis. Les anciens camarades de classe se retrouvent une fois devenus adultes, et cherchent à savoir qui a dénoncé leur instituteur.

## Fiche technique
- Réalisation : Jean-Jacques Aublanc
- Scénario : Jean-Jacques Aublanc, adaptation Jean-Loup Eder
- Production : France Production Films, R.O.C., Films A2
- Image : Gerry Fisher
- Montage : Jacqueline Thiédot
- Musique : Angelo Branduardi (album Branduardi '81)
- Durée : 80 minutes
- Date de sortie : 23 juin 1982

## Distribution
- Claude Rich : Léonard
- Michel Duchaussoy : Paul
- Jacques Fabbri : Robert
- Maurice Garrel : Jean
- Victor Garrivier : André
- Marie Trintignant : Marie
- Maurice Ronet : Henri
- Bernard Marcellin : M. Fraysse
- Pierre-Jean Chérer : Le roi de la fête
- Francesco Martella : Le musicien
- Karyn Fauquet : Annette
- Marie Dupin : La reine de la fête
- François Chaumette : Vincent Sarrazac
- Dominique Bernard : Danseur